# Strutture superficiali di Marte
Segue un elenco delle liste delle strutture superficiali di Marte. La nomenclatura di Marte è regolata dall'Unione Astronomica Internazionale; le liste contengono solo formazioni esogeologiche ufficialmente riconosciute da tale istituzione.